# Giovanni Battista de Franceschi
Giovanni Battista de Franceschi (1842 (???) Seghetto – 23. listopadu 1897 Umag) byl rakouský politik italské národnosti z Istrie, v 2. polovině 19. století poslanec Říšské rady.

## Biografie
Profesí byl právníkem. Angažoval se v politice. Zastával funkci starosty domovského města Umag. A zasedal dlouhodobě jako poslanec Istrijského zemského sněmu, kde reprezentoval Italskou národní stranu, přičemž patřil k jejímu umírněnému křídlu.
Zasedal rovněž coby poslanec Říšské rady (celostátního parlamentu Předlitavska), kam poprvé nastoupil v prvních přímých volbách roku 1873 za velkostatkářskou kurii v Istrii. Rezignaci oznámil na schůzi 4. září 1877. Opětovně se do parlamentu dostal ve volbách roku 1879, nyní za kurii venkovských obcí, obvod Poreč, Koper, Pula, Dignano atd. Mandát zde obhájil ve volbách roku 1885. Slib složil 28. září 1885. V roce 1873 se uvádí jako Johann von Franceschi, statkář, bytem Umag.
V roce 1873 zastupoval v parlamentu provládní blok Ústavní strany (centralisticky a provídeňsky orientované). Po volbách v roce 1873 se uvádí coby jeden z 67 členů staroliberálního Klubu levice, vedeného Eduardem Herbstem. Rovněž tak po dalších volbách, v říjnu 1879, se uvádí coby člen Klubu liberálů (Club der Liberalen). V prosinci 1882 se přidal k nově ustavenému poslaneckému Coroniniho klubu, oficiálně nazývanému Klub liberálního středu, který byl orientován vstřícněji k vládě Eduarda Taaffeho. Za člena Coroniniho klubu se uvádí i po volbách do Říšské rady roku 1885.
V závěru svého parlamentního působení měl být nejstarším členem Říšské rady. Podle jiného zdroje se ale narodil roku 1842, takže v době úmrtí mu bylo jen cca 55 let.
Zemřel v listopadu 1897.